# 竹聯幫捍衛隊
竹聯幫捍衛隊，是台灣黑社會組織竹聯幫的分支團體，內部編制上屬於總堂管轄，也意味為幫主的直屬部隊。捍衛隊主要活動在台北市中山區、士林區，實際組成人數不明，一般認為約百人左右。
竹聯幫於80年代成立的「竹聯突擊隊」被視為是捍衛隊前身，其任務同樣是專門用武力對付敵對勢力的精銳部隊，成員皆是經由專業化軍事訓練所挑選而成。捍衛隊是竹聯幫內部的任務性編隊，是竹聯幫內部體制下較為特殊的分支。

## 簡歷
1980年代前後，竹聯幫為擴展版圖，積極培養成員，並引進軍事化管理與訓練，挑選精銳成員成為專業殺手。並由幫內資深成員「小鬼」黃雲龍（平堂創堂堂主）成立「竹聯突擊隊」，由總堂管轄，專門以武力對付外敵，與專門訓練精銳殺手的「戰鬥堂」並列為兩大精銳部隊。
1984年，江南案爆發後，隨之而來的一清專案大掃黑，導致多位竹聯幫要角遭逮補入獄，竹聯突擊隊也隨之解散。
1988年間，由幫內資深成員陳林（風堂創堂堂主，陳功之弟）發起，並與原突擊隊隊員的「小孟」孟憲祥，出獄後在台北市以原突擊隊成員為核心，重新成立直屬總堂的精銳部隊「捍衛隊」，下轄8個中隊，全盛時期約有300人。
同年，竹聯幫爆發「巴布餐廳事件」的內鬨事件，由「小孟」領隊帶領捍衛隊成員前往該餐廳砸店，間接使得捍衛隊聲名大噪。
捍衛隊除了是任務型的武力部隊，同時也經營酒店、圍事、賭博、暴力、恐嚇、詐騙、毒品等犯罪維持組織活動，與一般所知的黑幫堂口模式並無差異。
1997年，時任隊長的「小劉」劉安平，副隊長「阿狗」陳家偉，與雷堂堂主涂讓麟一同前往台北市刑警大隊配合政策辦理自首，並且宣佈脫離幫派。實際上也只是為避免當局的監控。
2007年，竹聯幫精神領袖「鴨霸子」陳啟禮病逝，告別式由隊長「貝貝」林文持擔任十位中、新生代扶棺者之一，為已逝的精神領袖陳啟禮扶棺，因此捍衛隊再次備受媒體矚目。
同年，前忠堂堂主「姚威」姚天齊，因唆使50名小弟前往捍衛隊隊長「貝貝」幕後圍事的夜店「LUXY」鬧事，與在場聚集的200多名捍衛隊成員大打出手引起警方及竹聯幫高層注意。此次內鬨事件也迫使重新掌權幫主的「么么」黃少岑，大力開鍘將「姚威」踢出竹聯幫，成為竹聯幫創幫以來第一個遭到剔除的堂主級成員，引發各界臆測。
2011年11月，捍衛隊與戰堂爆發嚴重內鬨，因口角問題導致雙方大動干戈，在同月份內於新北市新莊區、板橋區等地聚眾發生多次鬥毆、開槍等事件嚴重影響治安。
2017年，竹聯幫大老「白狼」張安樂成立的政黨中華統一促進黨因暴力事件頻傳，由警方追蹤查緝促進黨的暴力成員多來自竹聯幫內部成員，其中包含竹聯幫捍衛隊成員在內。